# Štíhlovka kaspická
Štíhlovka kaspická (Dolichophis caspius) je druh nejedovatého hada z čeledi užovkovitých. Obývá Balkánský poloostrov, kde zasahuje na sever až do Maďarska (kopec Sas-hegy na předměstí Budapešti), ostrovy v Egejském moři, Malou Asii, Zakavkazsko, severní Írán, stepi Ukrajiny, jižního Ruska a Kazachstánu. V literatuře se objevily také zprávy o výskytu na Slovensku, které však nebyly potvrzeny.

## Popis
Tělo pokryté hladkými šupinami je štíhlé, hlava je od krku viditelně oddělena, zorničky jsou kruhové. Hřbet má žlutohnědou až šedohnědou barvu s černými příčnými pruhy, které ve stáří postupně blednou, břicho je světle žluté. V dospělosti měří zhruba 170–200 cm, byli však pozorováni i jedinci až třímetroví, štíhlovka kaspická je tak spolu se šírohlavcem ještěrčím považována za nejdelšího hada Evropy.

## Způsob života
Je aktivní ve dne, vyhledává slunné kamenité stráně porostlé keři, mezi nimiž může najít úkryt. Před člověkem nemá respekt a pokud ji někdo vezme do ruky, může mu uštědřit bolestivé kousnutí. Loví menší plazy, ptáky a savce. Období rozmnožování je v dubnu až květnu, samice snáší pět až osmnáct vajec, mláďata se líhnou v září. Dožívají se asi deseti let.

## Systematika
Původně byla řazena do rodu Coluber, poté do rodu Hierophis a od roku 2004 je jedním ze čtyř druhů rodu Dolichophis (doslova „dlouhý had“). Rozeznávají se dva poddruhy, D. c. caspius a D. c. eiselti.